# رود لیتل سوسیتنا
رود لیتل سوسیتنا (به انگلیسی: Little Susitna River) رودی به‌طول ۱۱۰ پا است که در ایالات متحده آمریکا جریان دارد.